# 郜汝廉故居
郜汝廉故居又名郜家住宅或将军府，位于中国辽宁省葫芦岛兴城市古城内东南隅南一街，西邻兴城文庙。该建筑始建于1926年，原为张学良部下、东北军将领郜汝廉的私人住宅。郜汝廉1928年解甲回乡后在此居住，至1947年迁居北京，其后建筑相继用作兴城县委办公地和学校，2003年作为景点对外开放。
该建筑占地面积约5000平方米，包括西侧的住宅和东侧的花园么园两部分。住宅分为前后两进，中轴线上依次为影壁、门房、垂花门和正房，门房与正房均为五间，正房称为立本堂，两侧配以厢房各三间。建筑在整体布局上具有近代东北地区官宦宅院的典型特征，同时在细部装饰上融入了一些西式风格。